# Harry Styles kulturális szerepe

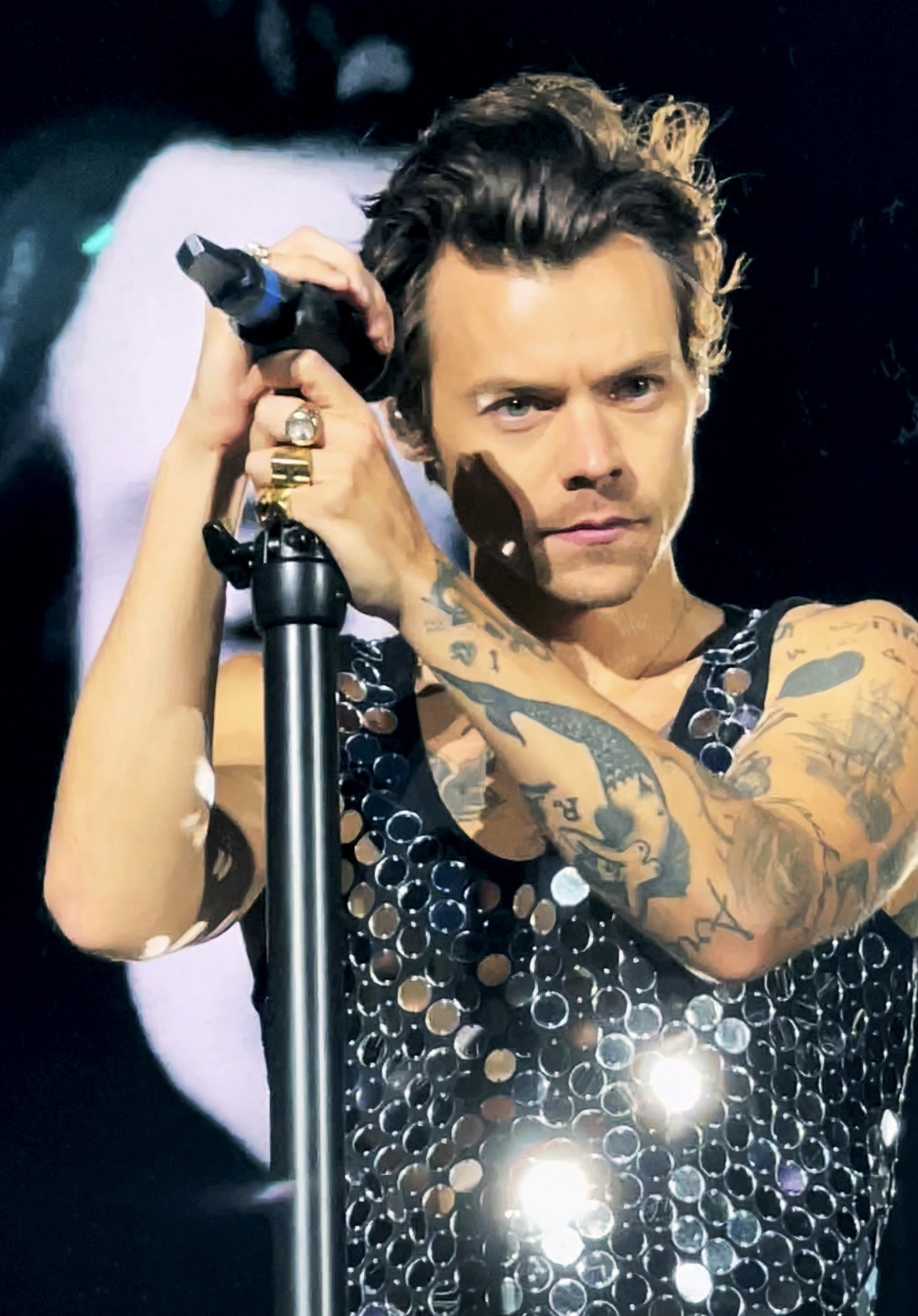
Styles egy 2022-es koncertje közben

Harry Styles kulturális szerepe pályafutása során jelentős volt többek között zenéjének, művészetének, divatérzékének, identitásának, turnéinak és kereskedelmi sikerének köszönhetően. A zene és a divat világában az egyik legbefolyásosabb férfinak tekintik. Minden idők egyik legsikeresebb szólóelőadója, aki pályafutását egy fiúegyüttesben kezdte.
Pályafutása 2010-ben kezdődött meg a One Direction tagjaként, amely egy, a brit The X Factor műsorán alapított együttes volt, miután mind az öt tag külön kiesett a tehetségkutatóból. Minden idők egyik legsikeresebb fiúegyüttese lettek, mielőtt 2016-ban bejelentették, hogy szüneteltetik közös munkájukat. Azt követően, hogy 2017-ben kiadta Harry Styles című debütáló albumát, az énekes egyre híresebb, sikeres és a nyilvánosság érdeklődésének középpontja lett, pop-, és divatikon lett, a 21. század egyik legsikeresebb zenészeként.
Styles zenéje többek között nagy szerepet játszott a hanglemezek eladási számainak megemelkedésében, és a hagyományossal együtt egyszerre volt sikeres a digitális eladások terén, a streaming platformokon, slágerlistákon és turnéin is. Mindegyik albuma kereskedelmi sikert aratott, mind a Billboard 200 első helyén debütált. Sok előadót és írót inspirált, a Rolling Stone UK 2022-ben a „pop új királya” nevet adta neki. Gyakran olyan előadók utódjának nevezték, mint Elton John, David Bowie, Elvis Presley, Freddie Mercury és Michael Jackson. Egy meghatározó személy, aki életstílusán és divatérzékén keresztül nagy szerepet játszott a férfiasság, a nőiesség és a genderfluiditás definíciójának alakulásában.

## Hírneve
Stylest a 21. század egyik legjobb és legbefolyásosabb előadójának tekintik. Az Egyesült Királyság egyik leggazdagabb zenésze, 175 millió fontos (2024) vagyonával, amelyet zenei és színészi pályafutásának köszönhetően szerzett. Három stúdióalbuma jelent meg, amelyekről összesen 14 kislemezt adott ki. Mindhárom album kereskedelmileg sikeres volt, és zenekritikusok is méltatták. Mindegyik a Billboard 200 élén debütált, az utóbbi kettőért Grammy-díjat is kapott.
Nevezték popikonnak, divatikonnak és globális ikonnak is, minden idők egyik legsikeresebb előadója, aki pályafutását egy együttes tagjaként kezdte meg. Ben Beaumont-Thomas (The Guardian) szerint Styles egy „sztár, aki képes volt átmenni az egyik legnehezebb váltáson a zeneiparban – egy fiúegyüttesből szólóelőadóvá – nagyobb magabiztossággal és stílusosabban, mint korábbi sikeres elődök, Justin Timberlake és Robbie Williams.” Gyakran olyan előadók utódjának tekintik, mint Elton John, David Bowie, Elvis Presley, Freddie Mercury, Michael Jackson, Prince és Little Richard, a Rolling Stone UK 2022-ben a „pop új királya” nevet adta neki, a Harry’s House és az As It Was sikerei után. Egy kultúrát meghatározó személy, aki nagy szerepet játszik a férfiasság, a nőiesség, a genderfluiditás és egyéniség alakulásában.

### Identitás
Styles nagy szerepet játszik a férfiasság hagyományos értelmezésének, illetve a férfi zenészek képének változásában. Anne T. Donahue (The Guardian) azt mondta Stylesról, hogy az „art-throb” személyiség előjele, felforgatva a macsóság és a hipermaszkulinitás elvárásait, amelyeket olyan népszerű férfi zenészek népszerűsítenek, mint Justin Bieber, Liam Payne és Drake. Sarah Ditum (The Times) szerint Styles a „modern érzékenység aranystandardja,” és „újragondolta a playboy” személyiséget lovagiasságán és tiszteletteljes természetén keresztül. Guy Pewsey (Grazia) azt írta, hogy Styles „rajongása a fodrosság és a díszesség iránt messze nem felszínes – megváltoztatja, mit is jelent férfinak lenni.” Jack Michael Taylor (Bangor Egyetem) kijelentette, hogy „Styles integrálva van a popkultúrában, mint egy queer ikon a zeneiparhoz ragadva, és lehet arra használni, hogy előtérbe helyezzük a sajtó által állandósított elképzeléseket, hogy mit is jelent genderqueernek és férfinak lenni.” Hannah Banks (Sunshine Coast-i Egyetem) véleménye szerint az ahogy Styles jelenleg ábrázolja a „férfiasság és a divat fluiditását, meghatározatlan szexualitása és politikai aktivizmusa, egy eredeti és igaz énjét mutatja be.” A Georgiai Egyetem professzorai által elkészített kutatás Stylest a társadalom egyik legfontosabb „nonkonformistájának” nevezte Lady Gaga mellett. Caitlin Moran kulturális kommentátor Stylest és Marcus Rashford labdarúgót emelte ki, mint kortárs személyek, akik változtatják a férfiasságról való elképzeléseinket és létrehozzák „a férfiak új panteonját.” Robin Givhan (The Washington Post) kifejezte elismerését Styles iránt, amiért képes „önmaga lenni egy olyan időszakban, mikor a társadalom mindenféle részeiben emberek megpróbálják elmondani kevésbé szerencsés személyeknek, hogy hogyan kell lenniük, és hogyan kell élniük. Önmagában kicsi, de buzdító, hogy egy popsztár teljesen kihasználja az édes szabadságát, amelyet munkássága megad neki.” Josefiinao Jokela (Jyväskylä-i Egyetem) egy kutatása alapján a The Independent hírportálon gyakran állt a központban Styles viselkedése és gondolatai múltbeli vagy jelenlegi társadalmi problémákról, egy aktív feministaként megjelenítve őt, aki több kisebbségnek is szóvivője volt, és gyakran megmutatta „sebezhető” és „érzelmes” oldalát.
Rikke van Rossum (Uppsalai Egyetem) szerint Styles „hajlott férfiasságának” megjelenése előtérbe helyezte a feltételezett heteroszexualitás problémáját a mainstreamben, és a hagyományos normák elkerülése kiemelte azt, hogy a heteroszexuális férfiak felé az elvárás az, hogy férfiasak legyenek azért, hogy szaporodni tudjanak és fenntartsák a társadalmat. Kate Harris megjegyezte, hogy Styles a nyugaton vezető szerepű férfiasság megváltoztatásának élén áll rajongótábora méretének köszönhetően. Vicki Karaminas és Justine Taylor szerint „a férfiasság a Styles-személyiségben mindössze egy kiindulópont, ami bemutatja, hogy a férfiasságot mennyi különböző módon lehet értelmezni,” hiszen Styles „egy hatalmas elmozdulás okozója volt a férfi viseletek terén,” és a „genderfluid mozgalom egy múzsája lett.” Liz Giuffre és Philip Hayward, egy sydney-i egyetem kutatói úgy érezték, hogy Styles viselkedése és megjelenése egy „vezetői személyiséget ad a nemek közti egyenlőség és sokszínűség felé a zeneiparban, amely napjainkban még mindig ritka, és ennek következtében Styles relatív kívülálló lett.” Kirsten Zemke (Aucklandi Egyetem) azt mondta, hogy Styles „nem szexualitását, hanem nemét adja elő.” Egy moszkvai egyetem szakértője szerint, mikor Joe Biden hivatkozott az énekesre egyik beszédjében, azt azzal a céllal tette, hogy önmagát barátságosabbnak állítsa be, annak következtében, hogy Styles személyét emberek általában kedvességhez kötik.

### Rajongók
Styles rajongóinak neve Harries. Kreativitásukról ismertek, gyakran készítenek Stylesról összevágott videókat közösségi média platformokon, elkészítenek weboldalakat az énekes népszerűsítésére, és még saját marketingkampányaikat is létrehozták, hogy segítsenek a zenésznek díjakat nyerni, illetve népszerűsítsék zenéjét. Egy, a The Conversation által készített felmérésben kiderült, hogy Styles követői sok esetben rajongásuk következtében szereztek jártasságot olyan témákban, mint a grafikai tervezés, varrás, írás, alapos olvasás és digitális írástudás. Az évek során több tízezer fontot gyűjtöttek össze rajongói jótékony célokra.
A Wattpad fanfiction weboldalon több, mint 270 ezer történet íródott Stylesról, egyesek több millió olvasót vonzottak. Styles népszerűsége a platformon felkeltette szakértők figyelmét is, főleg annak negatív hatásait, hiszen Styles gyakran szexuális helyzetekben van feltüntetve, agresszív személyiséggel. Patrycja Biniek azt írta a jelenségről, hogy ezek a fantáziák megadják a lehetőséget a rajongóknak, hogy „közelséget érezzenek” az énekeshez, mivel valós kapcsolat megteremtése vele lehetetlen, és az volt a véleménye, hogy egy férfi rossz adottságainak túlzása annak köszönhető, hogy létezik egy „vonzódás a sötét triád személyiségjegyekhez: a nárcizmus, a machiavellizmus és a pszichopátia.” Kerra Miles szerint viszont az is igaz a történetekre, hogy egy elképzelt biztonságot adnak olvasóiknak, hiszen Styles széles körben kedvességéről ismert.

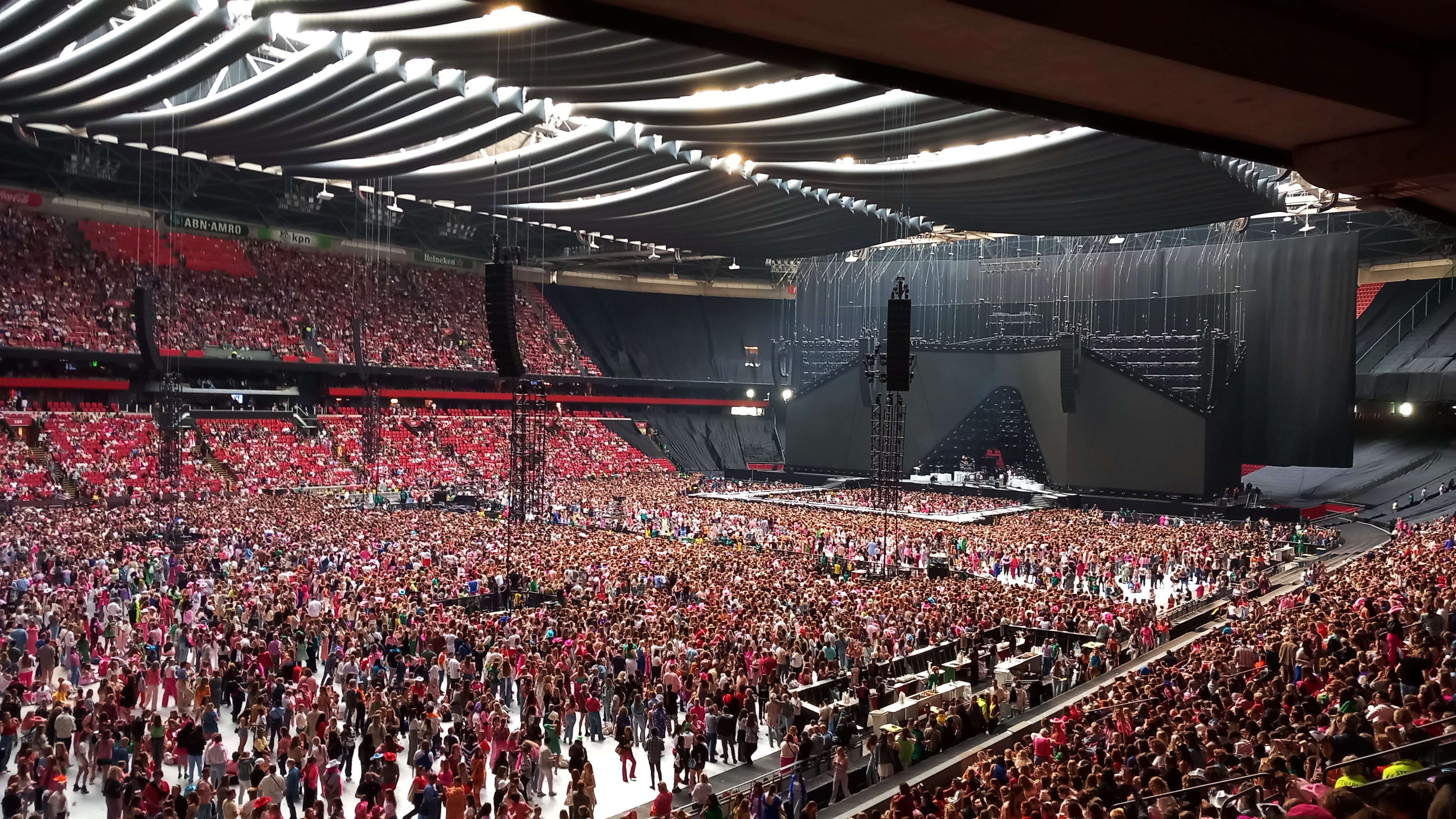
Styles rajongói gyakran öltöznek pink és fehér ruhákba koncertjeire

Styles ezek mellett inspirálta rajongóit, hogy öltözzenek fel koncertjeire, amelynek következtében a Fashionista fellépéseit a „rajongók Met-gálája” néven emlegette. Gyakran az öltözetek része különböző flitteres ruhák, tollboák és cowboy kalapok. Szerepeltek a Vogue, a The New York Times és a The New Yorker magazinokban is. Gyakori, hogy azon városokban (többek között Dublin, Melbourne és New York), ahol Styles fellép, a koncert előtti időszakban tollboahiány van. A New York-i Party City boltban 15 estés Madison Square Garden-rezidenciájának első két napjában már teljesen elkeltek a tollboák. Styles rajongóit gyakran kritizálták, amiért az egyszer használatos tartozékkal szennyezték a városokat, amelyekben a koncerteket rendezték.
Styles ismert arról, hogy megvédi rajongóit, rendíthetetlenül kiállva mellettük interjúiban. Mikor egy interjúban megkérdezte tőle a Rolling Stone, hogy nem fél-e attól, hogy rajongói leginkább fiatal lányok, és bizonyítania kell egy idősebb demográfiának is, Styles azt nyilatkozta, hogy „Ők a mi jövőnk. Tinédzser lány rajongók – nem hazudnak. Ha kedvelnek, ott lesznek. Nem próbálnak túl menők lenni. Kedvelnek, és ezt elmondják.” A Billboard, a Vice, a Teen Vogue, a Vox és a Refinery29 is méltatta az énekest támogatása miatt. A Time szerint interjúja egy „erős kijelentés volt fiatal nőkről.” Kaitlyn Tiffany (The Guardian) szerint Styles egy kulturális változást hozott, amely sokkal inkább tisztelni kezdte a fiatal nők szenvedélyét a zene felé. Jenessa Williams (Leedsi Egyetem) megjegyezte, hogy Styles kijelentése „eulogizálva lett a kortárs rajongói kánonban,” mint egy vízválasztó pillanat, ahol a rajongó lányok vásárlóereje túlságosan látható lett ahhoz, hogy a nőgyűlölők figyelmen kívül hagyják a zeneiparban.
Stevie Leigh (Cincinnati Egyetem) azt írta, hogy „a nőként önazonosító rajongók jelenléte Harry Styles rajongótáborában utat ad a leszbikus és biszexuális azonosodásnak,” és a kötelező heteroszexualitás koncepciói megismerésének. Allyson Gross (Londoni Egyetem) megjegyezte, hogy szerinte Styles és rajongóinak kapcsolata hasonló ahhoz, amit Ernesto Laclau filozófus felállított a nép és a populista vezető között, aki egyesíti a különbségeket közöttük egy közös cél érdekében. Egy kutatásában Janey Umback (Iowai Egyetem) arra a következtetésre jutott, hogy Styles rajongói az énekes követésének köszönhetően sokkal több tudomással rendelkeztek társadalmi és politikai egyenlőtlenségekről.
A One Direction első éveitől kezdve létezett egy csoport az együttes rajongói között, akik Larries néven ismertek, és céljuk az, hogy bebizonyítsák azt az összeesküvés-elméletüket, hogy Styles és Louis Tomlinson (együtt „Larry Stylinson”) kapcsolatban voltak az évek során, amit a homofób zeneipar megpróbált elrejteni. 2016-ban a csoportról azt írták, hogy „a One Direction táborának egyik legnagyobb része, ami önmagában is az internet egyik legnagyobb rajongótábora.”

### Közösségi média
Styles az egyik legtöbb követővel rendelkező felhasználó a Twitteren és az Instagramon. Gyakran használta ezeket a platformokat, hogy rajongóival kommunikáljon. Mikor egy rajongó a mentális egészség világnapján azt írta Twitterre, hogy Styles második albuma fontosabb, mint terápiája, Styles azt válaszolta, hogy „Menj el terápiára, fontos. Én megvárlak.” Stylest 2015-ben a The Independent a legbefolyásosabb személynek választotta a Twitteren, míg a YouGov 2024-ben a tizedik leghíresebb kortárs zenésznek nevezte. 2022-ben a második legtöbbet keresett előadó volt Taylor Swift mögött, a The Styles Report szerint a 2020-as évek legtöbbet említett Harryje, megelőzve Harry Pottert és Henrik herceget. A bejelentése és a megjelenése közötti napokon a Harry’s House albumról több, mint 10 millió tweet készült, a 63. Grammy-gála hetében pedig ötszörösére emelkedett a tweetek száma a tollboákról. Ezek mellett Styles népszerű tweetjeiről a Twitter falfestményeket készített Los Angelesben és New Yorkban, és Kevin O’Donnell, a Twitter zenei partnerségi igazgatója kiemelte az előadó befolyását a platformon. Egy kutatásban, amit Sylvia Jaworska, Michael K. Goodman és Iwona Gibas készített el a Readingi Egyetemen, egyetlen Twitter-fióknak se voltak jobb statisztikái a Covid19-pandémiával kapcsolatos tweetjein, mint az énekesnek, a „leghangosabb Covid-influenszernek” nevezve őt.

### Idősebb zenészek köreiben
Több előadó is, aki a 20. században élte meg legnagyobb sikereit, mint Paul McCartney, Joni Mitchell, Rick Astley, Stevie Nicks, Elton John és Shania Twain is méltatták Styles zenei képességeit. Nicks úgy nyilatkozott az énekesről, mint „a fiúgyermekem, aki soha nem született meg,” a „kis múzsám,” illetve önmaga és Mick Fleetwood „szerelmgyereke.” Fleetwood szintén hasonlóan vélekedett, azt mondva, hogy „örökbe fogadta” Stylest. Neil Tennant (Pet Shop Boys) méltatta, ahogy Styles felépíti albumait és hajlandó kockázatokra, miközben egy mainstream popsztár. Liam Gallagher (korábban Oasis) szerint Styles „bámulatos” és „nagyon tehetséges,” Nick Mason (Pink Floyd) úgí nyilatkozott, hogy nagyon szívesen dobolna az énekesnek, míg Jon Bon Jovi azt mondta róla, hogy „páratlan.”

## Turnék

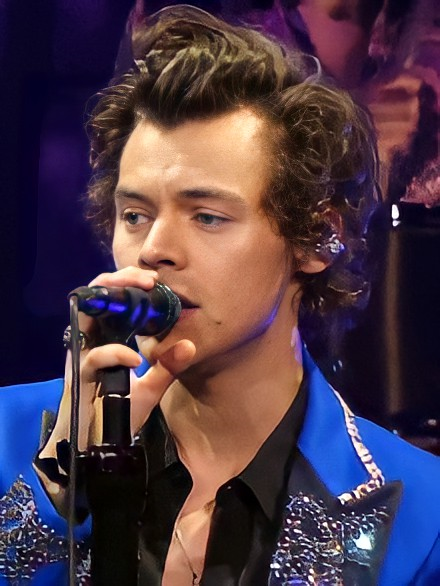
Styles 2018-ban

Styles koncertfellépéseit szakértők méltatták, kiemelve egyedi előadásmódját és turnéinak inkluzivitását. A Billboard szerint a Harry Styles: Live on Tour koncertjeire 2017-ben a jegyek 29 piacon is másodperceken belül elkeltek. A turné összesen 63 millió dollár bevételt hozott, illetve 1,2 millió dollárt juttatott különböző jótékony szervezeteknek világszerte. A HeadCount nonprofit szervezeten keresztül sok száz új szavazót is regisztráltattak az Egyesült Államokban. A Kia Forum utolsó estéjén több, mint 17 ezer fizetős jegy kelt el Styles koncertjére, ami a legtöbb volt a helyszín 2014-es megnyitása óta. A Live Nation adatai szerint Észak-, és Dél-Amerikában, Ausztráliában, illetve Európában több, mint 50 helyszínen adtak el rekordmennyiségben az előadó saját márkás áruiból.
A Love On Tour (2021–2023) teljes bevétele 617,3 millió dollár volt, 173 koncertre több, mint 5 millió jegyet adtak el. Minden idők ötödik legmagasabb bevételével, illetve nyolcadik legtöbb nézővel rendelkező turnéjaként zárult le, és 6,5 millió dollárt juttatott jótékony célokra, amik közé tartozott a Planned Parenthood, a Choose Love és a Physicians for Reproductive Health. Azt követően, hogy Styles bejelentette közreműködését az Everytown for Gun Safety szervezettel, órákon belül több, mint 30 ezer választ kaptak. A HeadCount segítségével ezúttal 55 ezer új szavazót regisztráltak különböző koncerthelyszíneken, ami rekordnak számított. A turné önmagában átlépte a One Direction teljes pályafutásának összes bevételét. Hugh McIntyre (Forbes) megjegyezte, hogy a Love On Tour volt az első nagy koncertsorozat a Covid19-pandémia után, miközben sok előadó inkább kivárta, hogy milyen lesz a piac reakciója, mielőtt elkezdték volna saját turnéikat. Michael Hann (The Guardian) méltatta Styles és a The Weekndet, amiért turnéikat adaptálni tudták a pandémia korlátozásaihoz.

### Inkluzivitás

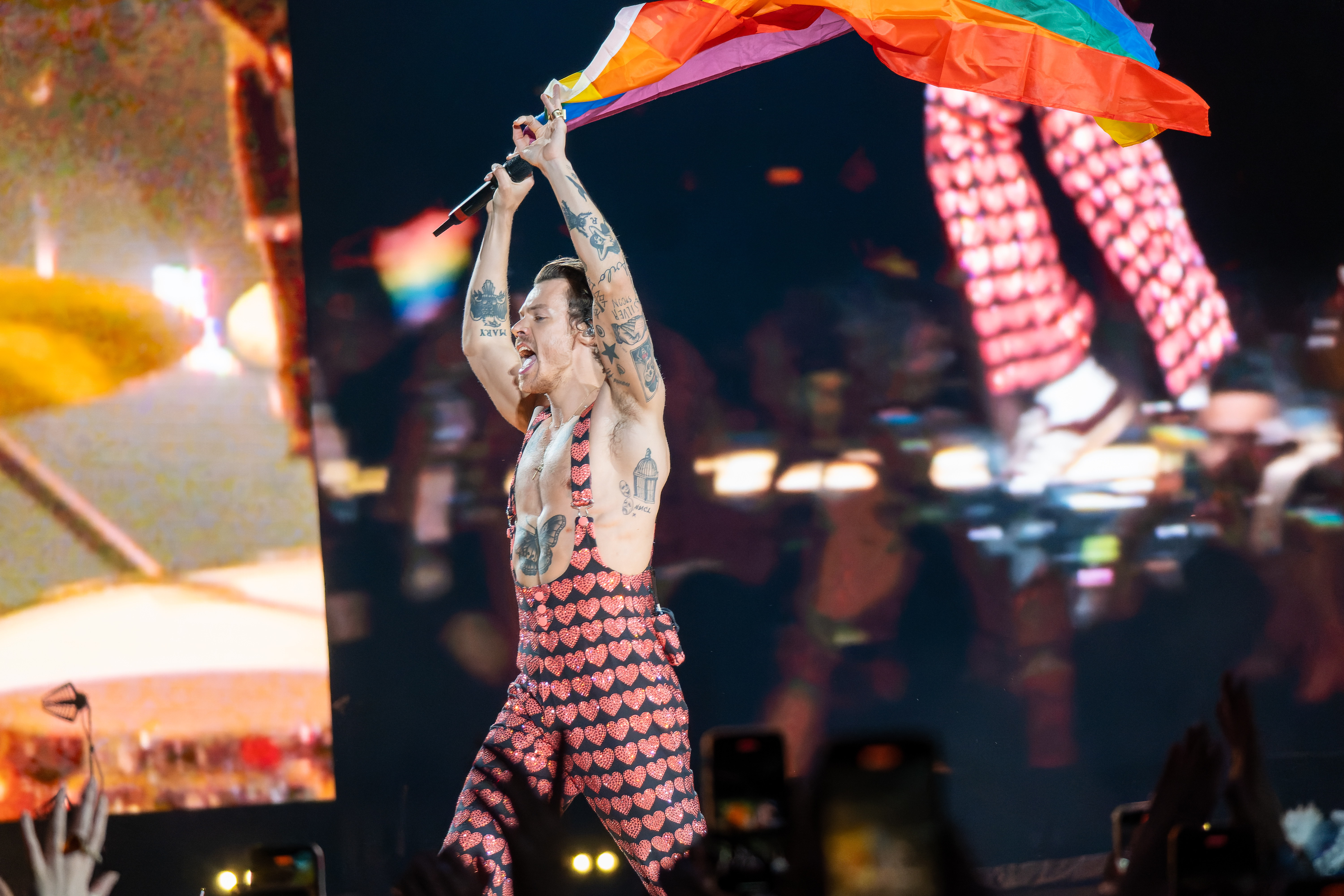
Stlyes egy szivárványzászlóval egyik koncertjén

Stylest méltatták, amiért koncertjei befogadók a rajongók felé és inkluzívak. Kiemelték, hogy arra bíztatja őket, hogy „legyenek bárkik, akik akarnak lenni.” Will Richards (Evening Standard) szerint Styles legnagyobb sikere, hogy képes „egy olyan biztonságos környezetet létrehozni embereknek, ahol gátlástalanul önmaguk lehetnek.” Olivia Ovenden (GQ) megjegyezte, hogy Styles mennyire értékeli a diverzitást koncertjein, és ez teljesen megváltoztatta a kortárs „kultúrháborúkat”: „Harry Styles folytonos kijelentései, hogy koncertjei a progresszivizmus helyszínei, erőteljes ellenszerként működtek a jelenleg is folyó kultúrháborúkra az identitáspolitika körül.” Ezzel Kelly Given (The National) is egyetértett Styles edinburgh-i koncertje után: „Styles megtestesíti azokat az értékeket, amelyekre Skócia épült, és befolyása túllépi a szórakoztatóipar határait, inspirálva rajongóit, hogy legyenek önmaguk, álljanak ellen a társadalmi normáknak és pozitívan járuljanak hozzá közösségeik fejlődéséhez.” Janey Umback (Iowai Egyetem) szerint Styles turnéi teljes mértékben imerzív élmények, ahol „szimbolikus átalakulás történik,” mert a rajongók társadalmilag és politikailag is tudnak egymásra hatással lenni. Emma Garland (Vice) azt írta, hogy Styles koncertjei „politikai alapúak,” az inkluzivitás és a sokszínűség ünneplése következtében, míg Styles rajongói szerint ez a dinamika egyedi a férfi popsztárok köreiben. A rajongók szenvedélyét az énekes koncertjein gyakran Elvis Presley hírességének csúcspontjához, illetve a Beatlemániához hasonlították.

### Rezidenciák
A 2021-ben megkezdődött Love On Tour részeként Styles bejelentett két, 15 estés rezidenciát a Madison Square Gardenben és a Kia Forumban, illetve két hatestés sorozatot Austinban és Chicagóban. Több magazin is kiemelte Styles befolyását abban, hogy így változtak a Covid19-pandémia következtében a turnék, csökkentve azoknak költségvetését. Ben Sisario (The New York Times) Stylest egy feltörekvő trend egyik legjobb példájának nevezte, míg Eamonn Forde (The Guardian) hozzátette, hogy ez leginkább az énekes sikerének köszönhetően. Nathan Hubbard, a Ticketmaster korábbi vezérigazgatója szerint Styles stratégiája az „élő szórakoztatás jövője.”
Styles koncertjei a Madison Square Gardenben a legtöbb bevételt hozó program volt egy brit előadónak, férfi előadónak, illetve a legsikeresebb az aréna történetében, illetve a Billboard Boxscore történetének legsikeresebb programja. A stadionban a rekordnak számító 15 teltházas koncertsorozat emlékére egy zászlót lógattak le a plafonról a New York Knicks bajnoki címei mellett, amivel Styles mindössze a harmadik előadó lett, aki kiérdemelte ezt az elismerést. Jim Dolan, az MSG Entertainment vezérigazgatója Stylest generációja egyik legbefolyásosabb előadójának nevezte koncertstratégiája miatt. Styles ehhez hasonlóan kapott egy emlékzászlót a Kia Forumban is, az első előadóként.

### Fenntarthatóság
Stylest az egyik legkiemelkedőbb kortárs előadónak tartják turnéi fenntarthatóságával kapcsolatban. 2018-ban a Harry Styles: Live on Tour koncertsorozat idején együttműködött a Reverb nonprofit szervezettel, amely során több, mint 25 ezer liternyi (6700 gallon) hulladékot hasznosítottak újra. A Love On Tour turné minden állomásán felállították az úgynevezett Harry Styles-ökofalut, ahol több, mint 33 900 egyszer használatos műanyag palacktól szabadultak meg. Styles támogatott ezek mellett olyan projekteket, mint a The Kenya Clean Water Project, a The Sky Wind Project és a Solar Powered Streetlights Michiganben. 2022-ben a Billboard kiemelte ezeket az együttműködéseket, mint a zenében megjelenő „zöld mozgalom” egyik nagy hozzájárulói. Többek között a The Washington Post is kiemelte Stylest, a Coldplay és Billie Eilish mellett, mint az első előadók, akik a fenntarthatóságot előtérbe helyezték turnéik közben.
Styles befektetett a Co-Op Live koncertterembe is, amely az Egyesült Királyság első arénája, ami teljesen megújuló energiaforrásokkal működik. A stadion tetején begyűjtött esővizet felhasználják a növényeik locsolására és a mosdók öblítésére. Ezek mellett az aréna egyik célja, hogy semennyi szemetet ne juttassanak hulladéklerakókba. 2024-ben Styles képviselete csatlakozott a Music Climate Advisory Committee bizottság egyik kutatásához a Massachusetts Institute of Technology egyetemen.

## Kereskedelmi sikerek
Styles többször is nagy hatással volt a zeneipar gazdasági sikerére albumai megjelenésével. A Sony Music Group a Harry’s House-t 2022 harmadik üzleti negyede egyik legfontosabb albumának tekintette eladások szempontjából, mikor a cég rekordbevételeket ért el, az előző évhez képest 42,9%-os növekedést elérve. 2022-ben a Harry’s House nagy szerepet játszott abban, hogy 2003 óta a legmagasabb szintet érték el a kazetták eladási számai az Egyesült Királyságban. Styles zenéje hazájában és az Egyesült Államokban is közvetlenül befolyásolta a hanglemezeladások számát, az ipar 20%-os növekedést ért el az előző évhez képest. A Fine Line 2020 legtöbb példányban eladott hanglemezalbuma volt az Egyesült Államokban.

### Brit export
A Brit Hanglemezgyártók Szövetsége (BPI) Styles globális sikerét nevezte meg, mint az Egyesült Királyság zenei exportjai megnövekedésének okozója. A The Guardian szerint Styles „Nagy-Britannia legjövedelmezőbb exportja” nemzetközi vonzerejével, míg a The Telegraph hozzátette, hogy az ország „első számú kortárs popsztárja,” aki „egyedül tartja életben Nagy-Britanniát relevanciáját a világban.” Will Page és Chris Dalla Riva (London School of Economics) azt írták, hogy a zeneipar „glokalizációja” ellenére Styles még mindig egy „brit sikertörténet.” A Harry’s House és az As It Was 2022-es megjelenése után az Egyesült Királyság exportjai a legmagasabb szintjére emelkedtek 2000 óta. A hagyományos hanghordozók eladása, digitális eladások, streaming és más brit zenei fogyasztási formákban is kétszámjegyű emelkedés történt világszerte. Styles nagy szerepet játszott abban is, hogy 2023-ban a brit koncertipar rekordbevételeket hozott több, mint 8 milliárd fontot (10,3 milliárd dollár) generálva az Egyesült Királyság gazdaságának. 18 millió brit rajongó utazott országszerte, hogy megnézzék koncerteket. Debütáló albuma, a Harry Styles, a SoundScan-éra legsikeresebb brit férfi debütáló lemeze volt, míg a Harry’s House-ból több hanglemezpéldány kelt el, mint bármely más albumból, mióta a SoundScan elkezdett adatot gyűjteni. A Harry’s House kiadása utáni héten Styles tizenöt országban volt listavezető egyszerre az album-, és slágerlistákon, az Egyesült Királyságot és az Egyesült Államokat beleértve, az albummal és az As It Was kislemezzel. Az Egyesült Államokban az As It Was a Billboard Hot 100 slágerlista történetének legsikeresebb brit dala, míg a Harry’s House első hete a Billboard 200-on minden idők legsikeresebb nyitóhete volt brit férfi előadók kategóriájában. Ezek mellett az első brit férfi előadó lett, akinek első három lemeze is a Billboard 200 élén debütált. 2022-ben az As It Was volt a legtöbb példányban elkelt kislemez, míg a a Harry’s House legtöbb példányban elkelt album az Egyesült Királyságban. Styles több rekordot megdöntött Ázsiában, Európában és Latin-Amerikában is turnéjaival.
Stylest méltatták, amiért szólóelőadóként ki tudott törni fiúegyüttesi háttérből és képes volt az amerikai piacon is sikeres lenni. Eric Clapton óta az első brit férfi előadó lett, aki megnyerte az Év albuma díjat a 65. Grammy-gálán, és a díj első győztese lett, akinek pályafutása egy tehetségkutatóban kezdődött. 2020-ban a Variety az év slágergyárosának nevezte.

### Streaming
Styles a világ egyik legsikeresebb előadója a Spotifyon, 2022-ben 74,7 millió havi hallgatója volt a platformon. Ugyanebben az évben az As It Was a legtöbbet hallgatott dal volt az Egyesült Királyságban és világszerte a Spotifyon, szintén a világ legsikeresebbje a Deezeren, a második legtöbbet hallgatott az Apple Music-on, és összességében a legtöbbet streamelt az Egyesült Királyságban. Megjelenése napján az egy nap alatt legtöbbször meghallgatott férfi által kiadott kislemez lett a Spotifyon, 16 millió streammel. 2024-ben az As It Was a hatodik dal lett a Spotify történetében, amely átlépte a három milliárd streamet. A Harry’s House 2022-es megjelenése után 200%-kal túlteljesítette a Fine Line első öt napját 2019-ből. A korábbi lemez 2022-ben a legtöbbet streamelt lemez volt az Egyesült Királyságban, illetve a második világszerte, míg 2023-ban a tizedik legsikeresebb. A Deezeren 2023 legtöbbet meghallgatott albuma volt.

### Marketing
Styles brandjét úgy írták le, hogy „professzionális, következetes és érzelmes jelenlétű,” „gondosan kidolgozott, bőséges” marketing kampányokkal. A Fine Line album és a Lights Up kislemez népszerűsítésére 2019-ben elindította a Do You Know Who You Are? című kampányt, amely során létrehoztak egy weboldalt és sok hirdetőbálát béreltek ki világszerte, amelyeken a dal szövege volt olvasható. Később megkezdte az Eroda kampányt is, ami az Adore You című kislemezt népszerűsítette. Eroda egy kitalált sziget volt, amelyet egy turisztikai ügynökséggel és egy weboldallal népszerűsített, hamis online véleményeket, utazási tippeket, rövid történelmi leckéket felhasználva közösségi média oldalakon. Később együttműködött a Spotify-jal, hogy tartson egy titkos dalbemutatót rajongóknak Los Angelesben, ahol Eroda élményeit élhették át. Gil Kaufman (Billboard) az év legnépszerűbb marketingkampányának nevezte Erodát, míg Alice Vincent (The Daily Telegraph) méltatta Styles kreativitását: „Styles a 2010-es éveket a legjobb albumkampánnyal zárja le.” 2020-ban megnyerte a Silver Clio-díjat az Adore You-ért a Zenei marketing kategóriában.
A Fine Line ünneplése, illetve az eladások maximalizálása céljából Styles tartott egy egyestés koncertet a Kia Forumban megjelenése napján. Rajongói előrendelhették az albumot, amellyel megkapták a lehetőséget, hogy 25 dollárért jegyet vehessenek a koncertre. Az évek során Styles több halloweeni koncertet is rendezett, amelyek a Harryween nevet kapták, és arra bíztatta rajongóit, hogy öltözzenek be az estére. Ezekre a koncertekre általában másodperceken belül elkelnek a jegyek, újra eladott belépők akár több ezer dollárba is kerülhetnek.
A Harry’s House megjelenése előtt a Columbia Records elindította a You Are Home kampányt egy weboldalon, amelynek ugyanez volt a neve. A felhasználók egy ajtót láthattak az oldalon, amely különböző mintákat rejtett. Minden megváltozott minta mellett megjelent egy tweet a @YouAreHome Twitter-fiókról, míg a weboldal kódja különböző koordinátákat rejtett, ahol a kampány hirdetései voltak fellelhetők. Az album bejelentése után a weboldalon megjelent a lemez borítója. A Shutterstock ügynökség megosztotta, hogy a kampány kezdete után az „ajtó” és a „házak” szavakra 145%-kal és 42%-kal többen kerestek. A kampányban részt vettek olyan cégek is, mint a Hulu, a Samsung, a Twix, az Adobe, a Sporting CP labdarúgócsapat és az Architectural Digest is. 2024-ben Styles és a Columbia Records megnyerte a Clio Grand díjat az albumért. Amanda O’Shaughnessy, a Mediacom egyik marketingigazgatója azt nyilatkozta, hogy „Styles tudja, kicsoda és, hogy mit képvisel, de leginkább megérti közönségét és, hogy mit akarnak. [...] Végtelen tiszteletet mutat rajongóinak, közönségeinek és generációknak, biztosítva képviseletüket. Több esetben meg is akadályozta, hogy újságírók rajongóit kategorizálják – igazán megértve, hogy közönségei növekednek é változnak. Ehhez olyan alázatosság kell, amiből marketing-szakemberek tanulhatnának.”

## Divat
Szakértők nevezték Stylest divatikonnak és az egyik legbefolyásosabb férfinak a divatban, illetve a szórakoztatóipar más szektoraiban. Szakértők és designerek is elemezték befolyását a divatban, több márkája is van az iparban, mint a Pleasing, saját Gucci-kollekciója, befektetése olyan cégekben, mint az S.S. Daley, illetve jelent már meg a Met-gálán és a Fashion Awards díjátadón is. Pályafutása során több trendet is indított, és öltözködési stílusa befolyásolta a nyilvánosságot, designereket és más előadókat. Andrew Groves, a Westminsteri Egyetem férfi ruházati archívumának igazgatója azt mondta Styles, az S.S. Daley és Styles stylistjának, Harry Lambertnek hármasát, hogy „érdekes dinamikájuk van egymással, megadva a lehetőséget a másiknak, hogy úgy használják a divatot és a ruházatokat, hogy közben elmozgassák a férfi öltözködés körülötti normákat.” Styles Gucci Ha Ha Ha nevű kollekciójáról Nataša Djurić (SUPSI) azt írta, hogy „az együttműködés Stylesszal [...] a divat és az identitás felfedezése volt, az önkifejezési szabadság elismerése, illetve a hagyományos férfi divat kánonjainak megkérdőjelezése.”
Styles nagy szerepet játszott a gyöngy nyakláncok, hawaii ingek, horgolt ruhák, a Chelsea csizmák és széles szárú farmerek elterjedésében. Jacob Gallagher (The Wall Street Journal) „a férfias gyöngy nyaklánc népszerűsítőjének” nevezte, míg Tom Lamont (The Guardian) megjegyezte, hogy Styles egyes öltözködési szokásai hozzájárultak egy „fontos politikai diskurzushoz a nemekhez kötött öltözködésről.” Styles egyes ruháit kiállították múzeumokban világszerte, mint a londoni Design Múzeumban, a Los Angeles-i Grammy Múzeumban, a Rock and Roll Hall of Fame-ben, illetve a Victoria and Albert Múzeumban. Több díjat is kapott már, többek között a 2013-as Brit stílus díjat.

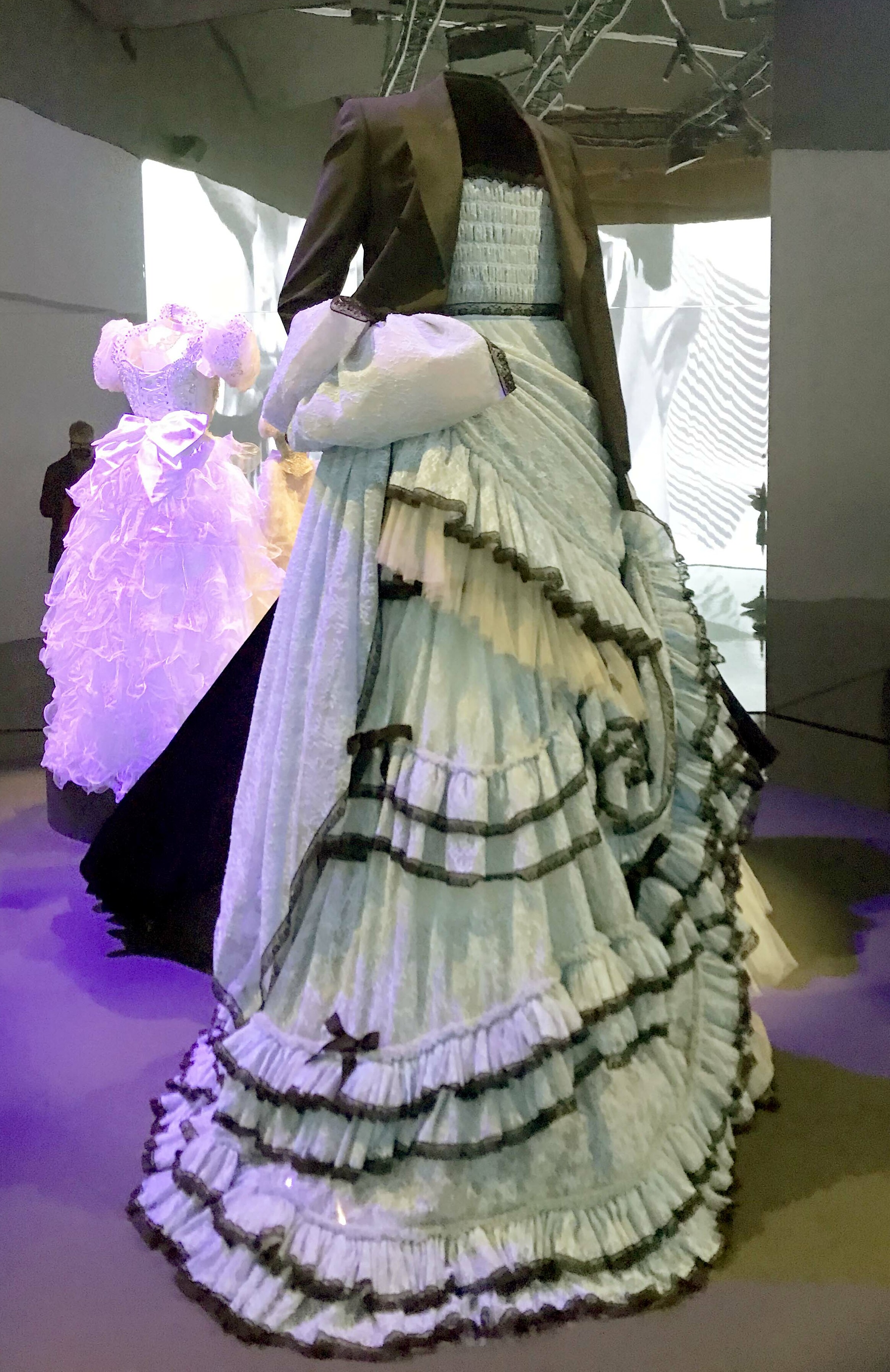
A Styles által a Vogue címlapján viselt kék Gucci ruha

2020-ban az első férfi lett, aki egyedül jelent meg a Vogue címlapján, 40 ezer feliratkozást eladva a borító első megjelenése után, amelynek következtében újabb újságokat kellett nyomtatni. A kék Gucci-ruha, amelyet a címlapon viselt, 2022-ben helyet kapott a Victoria and Albert Múzeum A maszkulinitás divatossága: A férfi ruházat művészete kiállításában. Nian Liu megjegyezte, hogy a ruha szerepeltetése a kiállításon „növelte a divat népszerűsítését a nagyközönségnek, de adott a múzeum saját képének létrehozásához is.” Charlotte Sands énekes írt egy dalt Dress címen, amelyet Styles öltözete inspirált. A dal népszerű lett TikTokon, 2024-ig 57 millió streamet ért el.

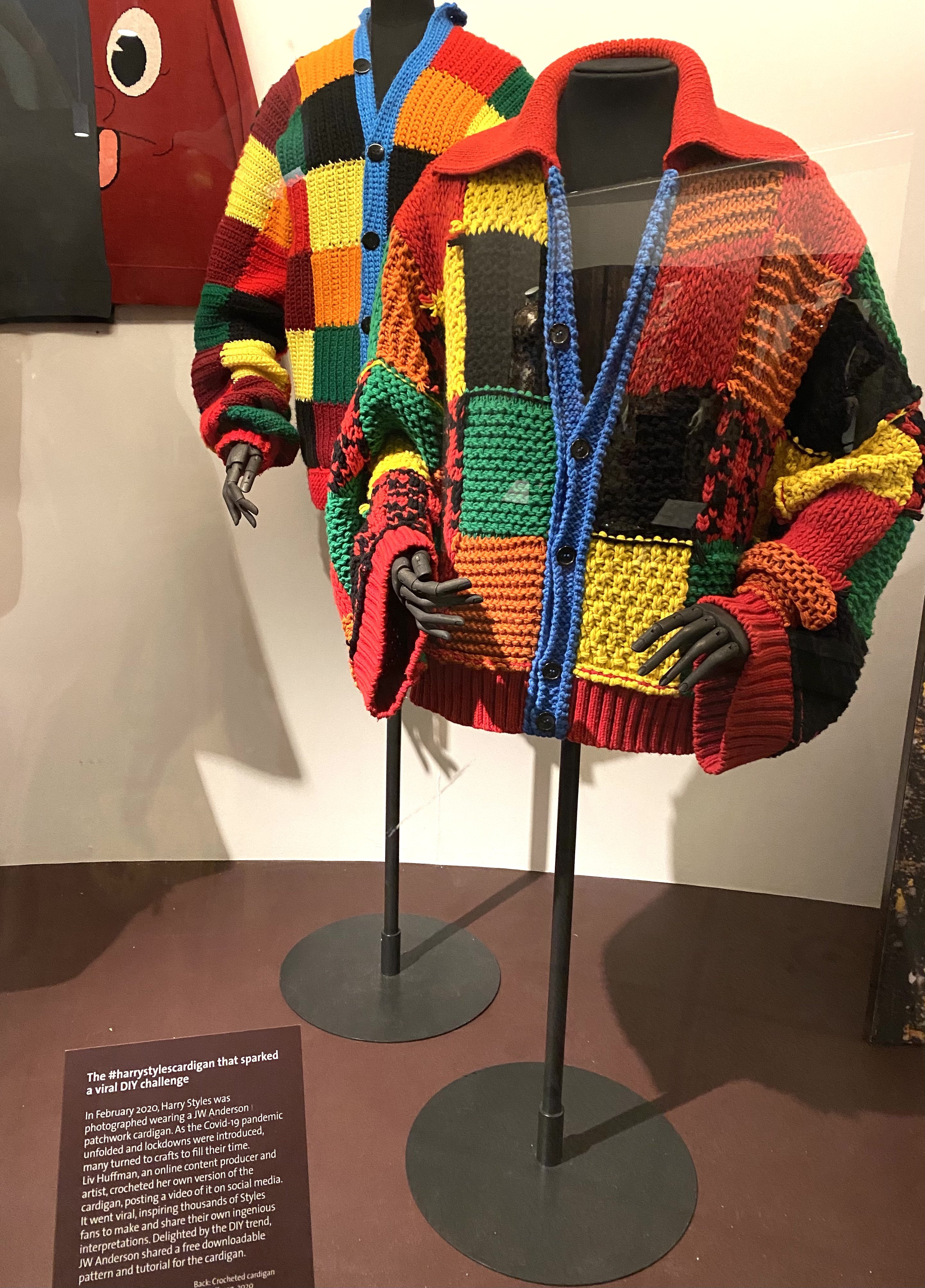
A JW Anderson kardigán, amit Styles viselt egy próbáján

2020-ban a Covid19-pandémia közben egy JW Anderson kardigán, amelyet Styles viselt a The Today Show próbáján, népszerű lett TikTokon, miután készítője ingyen megosztotta annak elkészítési módszerét. A Victoria and Albert Múzeum 2020 novemberében megszerezte az egyik kardigánt kollekciójába, azt nyilatkozva, hogy egy „kulturális jelenség volt, amely bemutatja a kreativitás és a közösségi média erejét, hogy összehozza az embereket extrém viszontagságok idején.” A kihívás megjelenése után a keresések száma a horgolt ruhákra 166%-kal emelkedett.
A Lyst divatkereső 2020 legbefolyásosabb férfijának nevezte Stylest. Kiemelték, hogy Golden című videóklipjének megjelenése után a sárga kalapok népszerűsége 92%-kal emelkedett, a türkizkék blézereké 52%-kal, míg a Bode márkájé, amely a Styles által viselt pólót is gyártotta, 31%-kal. A Watermelon Sugar megjelenését követő 24 órában a dinnyékre történt keresések száma 11%-kal megemelkedett, míg a hawaii ingekre is 16%-kal többen kerestek. Azt követően, hogy a Treat People with Kindness videóklipjében egy Gucci öltönyt viselt, az érdeklődés a márka ruhái iránt megnövekedett 23%-kal, míg a flitterekre 426%-kal, a széles szárú fehér nadrágokra pedig 40%-kal emelkedett a keresések száma. Az As It Was videóklipje megjelenése után a kezeslábasokra leadott keresések 212%-kal növekedtek. 2022 szeptemberében a Love On Tour turné megkezdése után a Stitch Fix online stylist szolgáltatásának népszerűsége 160%-os emelkedést mutatott egy évvel korábbi adatokhoz képest. A 63. Grammy-gála utáni héten a Klarna cég azt jelentette, hogy a bőr öltönyök eladási száma 29%-kal emelkedett Harry Styles fellépésének köszönhetően. 2023 novemberében, miután Styles bemutatta új buzz cutját, a hajstílusra a Google-ön 130%-kal növekedtek a keresések.
Styles negyedik lett a British GQ 2018-as Az 50 legjobban öltözött férfi listáján, Michael Kors azt mondta róla, hogy „a brit rocker stílus modern megtestesítője: provokatív, kirívó és megrögzött magabiztossággal van viselve.” A British GQ a világ legjobban öltözött zenészének nevezte. Styles első, illetve ötödik volt a British Vogue The 50 Fittest Boys listáján 2016-ban és 2017-ben. A Capital kutatásán sorozatban három évben is a pop legszexibb férfiának választották. 2020-ban a GQ Az év legstílusosabb férfiának nevezte, míg 2022-ben kiemelték, mint a globális divatipar egyik legfontosabb szereplője. 2023-ban Beyoncé és Taylor Swift mellett meg lett említve, mint az egyik fő okozója a gondosan kidolgozott koncertöltözékek elterjedésének, az 1960-as évek rajongói kultúráját utánozva.

## Zenei befolyása

### Inspirált művészek
- Shania Twain
- Elton John
- Kylie Minogue
- Liam Payne
- John Legend
- SZA
- Lorde
- Olivia Rodrigo
- Miley Cyrus
- Jay-Z

Sok zenész kifejezte, hogy mennyire inspirálta őket Styles és, hogy nagyon szívesen dolgoznának együtt az énekessel. Stevie Nicks énekesnő a Fine Line lemezt a Fleetwood Mac Rumours (1977) című albumához hasonlította, azt mondva, hogy Styles inspirálta arra, hogy újra zenét kezdjen írni. Az alábbi előadók mind kijelentették, hogy inspirálta őket Styles vagy szívesen dolgoznának vele:
- Aitch[234]
- Aespa[235]
- Ashe[236]
- Clean Bandit[237]
- Gary Barlow[238]
- Joshua Bassett[239]
- Miley Cyrus[240]
- Davido[241]
- Hilary Duff[242]
- Grupo Firme[243]
- Tom Grennan[244]
- Halsey[245]
- Sophie B. Hawkins[246]
- Matty Healy[247]
- Ella Henderson[248]
- Kacy Hill[249]
- Nick Hodgson[250]
- ATL Jacob[251]
- Jay-Z[252]
- Elton John[253]
- Joe Jonas[254]
- Kelsy Karter[255]
- Anthony Kiedis[256]
- Kihyun[257]
- Kodaline[258]
- Lady Blackbird[259]
- John Legend[260]
- Lorde[261]
- Olivia Lunny[262]
- Måneskin[263]
- Kylie Minogue[264]
- Rita Ora[265]
- Liam Payne[266]
- Leigh-Anne Pinnock[267]
- Bebe Rexha[268]
- Olivia Rodrigo[269]
- Mark Ronson[270]
- Calum Scott[271]
- Seori[272]
- Troye Sivan[273]
- Chris Stapleton[274]
- Morgane Stapleton[274]
- SZA[275]
- Ryan Tedder[276]
- Meghan Trainor[277]
- Shania Twain[278]
- Winter[279]
- Monsta X[280]

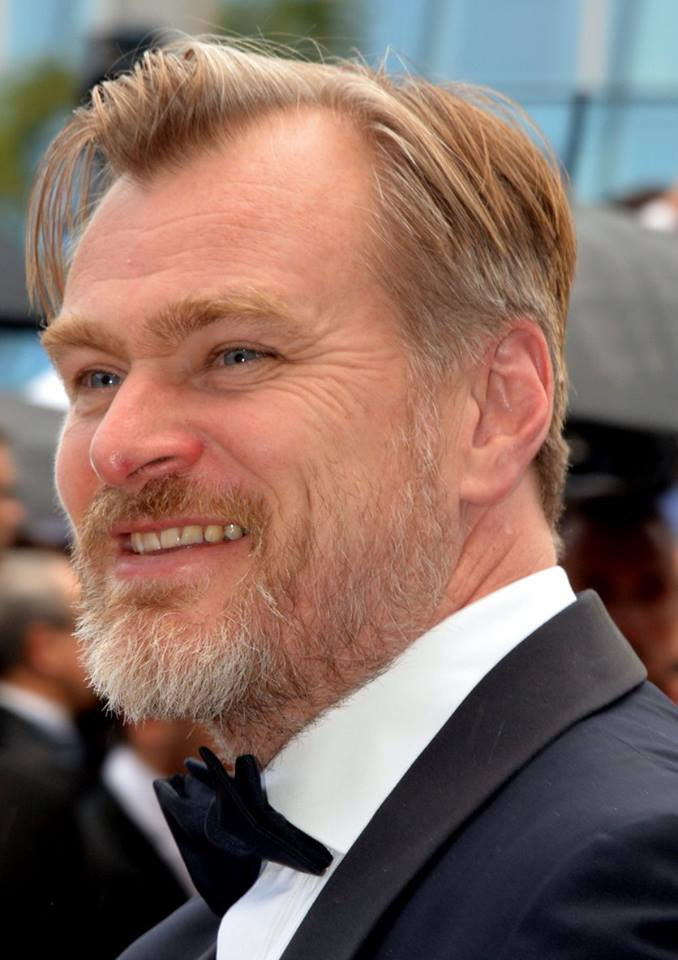
Christopher Nolan méltatta Stylest közös munkájuk után

Jean Smart amerikai színésznő méltatta Styles koncertfellépéseit és személyiségét, kijelentette, hogy nagyon szívesen dolgozna együtt vele. Jennifer Grey hasonlóan nyilatkozott, azt mondva közreműködve az énekessel Dirty Dancing (1987) című filmje folytatásán. Christopher Nolan Oscar-díjas rendező is szívesen dolgozna Stylesszal újra, miután szerepelt Dunkirk című filmjében. Mikor megkérdezték együttműködésükről, Cillian Murphy Oscar-díjas színész azt nyilatkozta, hogy „Aranyos srác, könnyen viseli hírnevét. Nagyon csodálom a magatartását.”
A Styles által inspirált könyvek közé tartoznak a Miután sorozat részei, a Grace and the Fever és A rólad alkotott kép. Az After novellákból filmsorozat is készült, míg A rólad alkotott kép 2024-es filmkiadásában Anne Hathaway és Nicholas Galitzine főszerepelnek. Styles több gyerekkönyvben is kapott helyet, mint a Tiny Idols: A Baby’s First Biography, a Little Golden Books és a Have You Heard of? sorozat.

### Feldolgozások
Sok zenész feldolgozott dalokat, amelyeket eredetileg Styles szerzett. Többször is szerepeltek számai a Live Lounge műsorán, amit a BBC Radio 1 gyárt, és általában énekesek más dalszerzők dalait adják elő rajta. A Stylest feldolgozó előadók közé tartozik Jorja Smith, az Arcade Fire, Kelly Clarkson, Kygo, Ellie Goulding, Sabrina Carpenter, a Little Mix, Lizzo, a Måneskin és Jungkook. Több magazin, mint a Billboard is készített listát a legjobb feldolgozásokból.
Styles többször is meg volt említve más előadók dalain, mint a Brockhampton Johnny című száma, Logic 44 More-ja (2018), Stormzy This Is What I Mean dala, illetve Drake és 21 Savage Major Distributionje (2022). Taylor Swift 1989 (2014) című albuma több magazin szerint is Stylesszal folytatott kapcsolatáról szól, főleg a Style című kislemezt kiemelve. Kelsey Karter és Dylan is megemlítette őt számain. A Vitamin String Quartet kiadta az As It Was egy klasszikus zenei feldolgozását, Steve Horner feldolgozta a Sign of The Times (2017) kislemezt A Bridgerton család sorozat zenéje részeként. Prep elkészítette a korábbi dal dzsessz-funk feldolgozását, ami elterjedt a TikTokon, míg inspirálta Spencer Zahn, Dave Harrington és Jeremy Gustin dzsesszzenészeket, hogy elkészítsék az A Visit to Harry’s House albumot.
Az Egyesült Királyságban több koncertet is rendeztek az előadó tiszteletére. Ezek közé tartozott a Candlelight Concerts sorozat, illetve a Harry’s House of Gospel turné. Styles-témájú események sem ritkák.

## Tudományos kutatások
Stíles több tudományos kutatás alanya is volt. Hírneve, társadalmi hatása és identitása gyakran ezek központjában állnak. 2022-ben a Texasi Állami Egyetem bejelentette, hogy elindítanak egy új tantárgyat „Harry Styles és a hírességek kultusza: Identitás, az internet és európai popkultúra” néven, amely Styles személyiségére és munkájára fókuszált. A program mindössze két perccel a regisztráció megnyitása után megtelt, és 2023 januárjában kezdődött meg. A tárgy olyan témákat elemez, mint a rock and roll történelme, Styles kapcsolata rajongóival, a szexualitás és a nem kérdése, illetve, hogy Styles hogyan követ olyan előadókat, mint David Bowie, Prince, Elvis Presley és Little Richard.
Louie Dean Valencia, a texasi tantárgy professzora 2022 októberében előadást tartott a Fordham Egyetemen „Harry Styles vs. Intolerancia: Hogyan hozzunk létre autentikus, inkluzív, avantgárd, boldog tereket” címmel. Valencia a fasizmus hatásának szakértője a popkultúrában Francisco Franco Spanyolországában, és azt mondta, hogy „Minél többet gondolkozok, annál egyértelműbb, hogy Harry az antifasizmus megtestesülése. Megtanítja embereknek hogyan legyenek rasszizmusellenesek, és hogyan hozzanak létre queer tereket.” Valencia kijelentette, hogy „Styles magabiztossága a genderfluiditással” volt az egyik fő indoka, hogy létrehozzon róla egy tantárgyat. A Rollins Főiskola szintén ajánlott egy tantárgyat Stylesról „Swift és Styles: A rajongói pszichológia” néven, amelyben Styles és Taylor Swift munkáit hasonlították össze, rajongóik pszichológiájára koncentrálva, kielemezve koncertfelvételeiket, filmjeiket és interjúikat, hogy megértsék a nézők viselkedését és elkötelezettségét. 2023-ban az Adore You videóklipje része volt a brit GCSE médiatanulmányok tantervében.

## Fordítás
Ez a szócikk részben vagy egészben  a   Cultural impact of Harry Styles című angol Wikipédia-szócikk ezen változatának fordításán alapul.  Az eredeti cikk szerkesztőit annak laptörténete sorolja fel. Ez a jelzés csupán a megfogalmazás eredetét és a szerzői jogokat jelzi, nem szolgál a cikkben szereplő információk forrásmegjelöléseként.